# Шванк, Эдуардо
Эдуардо Джонатан Шванк (исп. Eduardo Jonatan Schwank; род. 23 апреля 1986 года в Росарио, Аргентина) — аргентинский теннисист.
- финалист 2 турниров Большого шлема в парном разряде (по разу в паре и миксте).

## Спортивная карьера
Эдуардо Шванк начал играть в теннис в возрасте четырех лет. Профессиональную карьеру начал в 2005 году. В 2010 году сумел дойти до полуфинала на Уимблдонском турнире в паре с Хуаном Игнасио Чела. После Уимблдона выигрывает первый турнир ATP в парном разряде вместе с Карлосом Берлоком в Штутгарте. На следующем по счету Турнире Большого шлема Открытом чемпионате США ему вновь удается дойти до полуфинала в соревнованиях мужских пар. На этот раз этого результата он достиг вместе Хорасио Себальосом. В сентябре 2010 года в паре с испанцем Марком Лопесом доходит до финала на турнире в Монпелье.

### Ролан Гаррос-2011
Настоящей неожиданностью стало выступление Эдуардо Шванка в паре с колумбийским теннисистом Хуаном Себастьяном Кабалем на турнире серии Большого шлема Открытом чемпионате Франции 2011 года. Шванк в паре со Кабалем сумел дойти до финала. Уже в первом раунде им в соперники досталась восьмая пара турнира Уэсли Муди и Дик Норман, которых они сумели обыграть 7-6(4), 6-3. Абсолютно с таким же счетом, как по партиям, так и по геймам им удается выиграть матч во втором раунде у дуэта Филипп Маркс и Колин Флеминг. В борьбе за попадание в четвертьфинал они обыгрывают известных специалистов по играм парного разряда Симона Аспелина и Пола Хенли в трех сетах 6-4, 6-7(7), 6-3. В четвертьфинале им в соперники достается итальянские теннисисты Даниэле Браччали и Потито Стараче, которых удалось обыграть 6-4, 4-6, 6-2. Самый неожиданный сюрприз Хуан Себастьян Кабаль и Эдуардо Шванк преподнесли в полуфинале турнира, сумев обыграть первую пару в мировом рейтинге ATP и одних из главных фаворитов на титул американцев Боба и Майка Брайанов в двух сетах 7-6(4), 6-3. В решающем поединке за титул они встретились со второй парой на турнире Максимом Мирным и Даниэлем Нестором. Уступив первый сет на тай-брейке 7-6(3), они выиграли во втором 6-3, но все же уступили победу в решающем сете 4-6. Благодаря выступлению на этом турнире Шванк поднялся в рейтинге на 17 строчек вверх и впервые занял для себя 17-е место в рейтинге парных игроков.

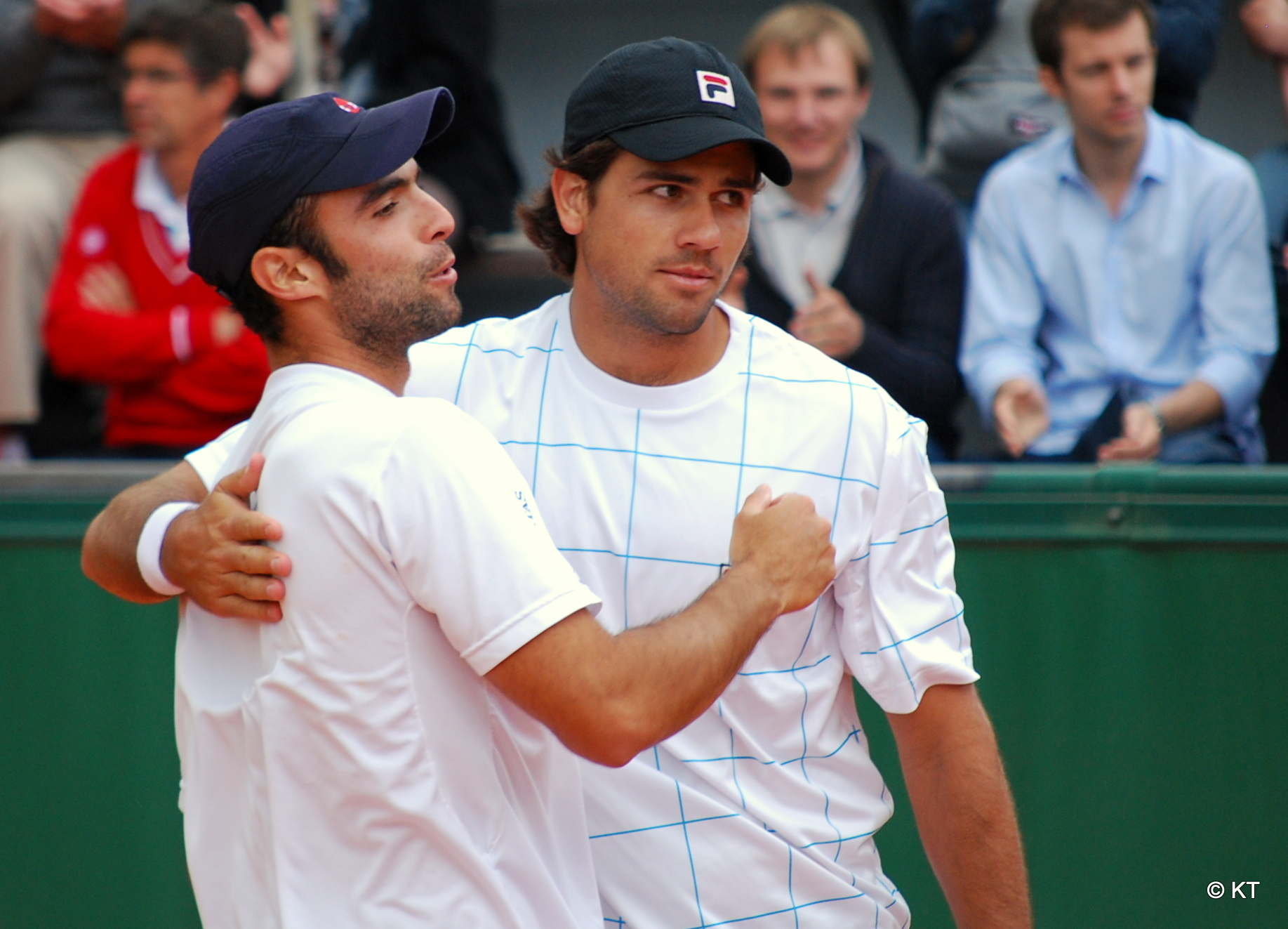
Хуан Себастьян Кабаль и Эдуардо Шванк во время матча второго раунда Ролан Гаррос-2011

| Стадия | Соперники (посев)                | Рейтинг | Счёт             |
| 1 круг | Уэсли Муди Дик Норман (8)        | 19 / 16 | 7-6(4), 6-3      |
| 2 круг | Филипп Маркс Колин Флеминг       | 65 / 76 | 7-6(4), 6-3      |
| 3 круг | Симон Аспелин Пол Хенли          | 60 / 43 | 6-4, 6-7(7), 6-3 |
| 1/4    | Даниэле Браччали Потито Стараче  | 50 / 68 | 6-4, 4-6, 6-2    |
| 1/2    | Боб Брайан Майк Брайан (1)       | 1 / 1   | 7-6(4), 6-3      |
| Финал  | Максим Мирный Даниэль Нестор (2) | 6 / 3   | 6-7(3), 6-3, 4-6 |

## Выступления на турнирах

### Выступление в парных турнирах

#### Финалы турниров Большого шлема в мужском парном разряде (1)

##### Поражения (1)
| №  | Год  | Турнир        | Покрытие | Партнёр               | Соперники в финале           | Счёт           |
| 1. | 2011 | Roland Garros | Грунт    | Хуан Себастьян Кабаль | Максим Мирный Даниэль Нестор | 6-7(3) 6-3 4-6 |

#### Финалы турнировATPв парном разряде (3)

##### Победы (1)
| Легенда                    |
| -------------------------- |
| Турниры Большого шлема (0) |
| Финал АТР-тура (0)         |
| ATP Мастерс 1000 (0)       |
| АТР 500 (0)                |
| АТР 250 (0+1)              |

| Титулы по покрытиям | Титулы по месту проведения матчей турнира |
| ------------------- | ----------------------------------------- |
| Хард (0)            | Зал (0)                                   |
| Грунт (0+1)         | Зал (0)                                   |
| Трава (0)           | Открытый воздух (0+1)                     |
| Ковёр (0)           | Открытый воздух (0+1)                     |

| №  | Дата         | Турнир             | Покрытие | Партнёр       | Соперники в финале           | Счёт          |
| 1. | 18 июля 2010 | Штутгарт, Германия | Грунт    | Карлос Берлок | Кристофер Кас Филипп Пецшнер | 7-6(5) 7-6(6) |

##### Поражения (2)
| №  | Дата            | Турнир            | Покрытие | Партнёр               | Соперники в финале           | Счёт           |
| 1. | 25 октября 2010 | Монпелье, Франция | Хард     | Марк Лопес            | Стивен Хасс Росс Хатчинс     | 2-6 6-4 [7-10] |
| 2. | 4 июня 2011     | Roland Garros     | Грунт    | Хуан Себастьян Кабаль | Максим Мирный Даниэль Нестор | 6-7(3) 6-3 4-6 |

### Выступление в миксте

#### Финалы турниров Большого шлема в миксте (1)

##### Поражения (1)
| №  | Год  | Турнир  | Покрытие | Партнёрша    | Соперники в финале   | Счёт              |
| 1. | 2011 | US Open | Хард     | Жисела Дулко | Мелани Уден Джек Сок | 6-7(4) 6-4 [8-10] |

### Выступления в командных турнирах

#### Финалы командных турниров (1)

##### Победы (1)
| №  | Год  | Турнир               | Команда                                      | Соперник в финале                                  | Счёт в финале |
| -- | ---- | -------------------- | -------------------------------------------- | -------------------------------------------------- | ------------- |
| 1. | 2010 | Командный Кубок мира | Аргентина · Х. Монако, Э. Шванк, О. Себальос | США · Б. Брайан, М. Брайан, Р. Джинепри, С. Куэрри | 2-1           |